# Waylander (groupe)
Pour les articles homonymes, voir Waylander (homonymie).
Waylander est un groupe de folk metal britannique, originaire d'Armagh, en Irlande du Nord. Formé en 1993, le groupe mêle folk irlandais traditionnel et black metal.

## Biographie
Formé en 1993, Waylander publie sa première démo, Once Upon an Era, au début de 1995, mêlant musique folk irlandaise et metal extrême. En 1996, après avoir recruté un joueur de tin whistle, Waylander publie sa deuxième démo, Dawning of a New Age, qui se popularise dans la scène folk metal. Le groupe signe par la suite au label Century Media Records, et en 1998 publient leur premier album, intitulé Reawakening Pride Once Lost. Plusieurs concerts suivent pour la promotion de l'album mais des problèmes de label et des problèmes internes freinent quelque peu l'activité du groupe. 
Après plusieurs changement de formation, Waylander signe avec le label Blackend Records, et publie l'album The Light, the Dark and the Endless Knot au début de 2001. De nouveaux problèmes internes surgissent et la formation change encor une fois. Malgré ça, Waylander parvient à jouer en festival comme notamment au Bloodstock et au Day of Darkness, et en concert avec Ancient Rites, Cathedral, Sabbat et Skyforger. En 2005, les membres ArdChieftain O' Hagan, Michael Proctor, et Den Ferran sont rejoints par Saul McMichael et Gareth Murdock à la guitare,. Waylander signe avec le label Listenable Records au début de 2008, et publie son troisième album Honour Amongst Chaos. Le premier album du groupe, Reawakening Pride Once Lost, est réédité par Midhir Records en CD et vinyle. En 2009, Gareth Murdock quitte le groupe et devient le nouveau bassiste d'Alestorm.
En février 2011, le groupe annonce son entrée en studio pour l'enregistrement de leur nouvel album, Kindred Spirits. L'album est finalement publié en 2012. Le 24 février 2013, le groupe participe au Cernunnos Pagan Fest VI, à Paris, en France.

## Membres

### Membres actuels
- Ard Chieftain O'Hagan – chant (depuis 1993)[4]
- Michael Procter – basse (depuis 1995)[4]
- Saul McMichael – guitare (depuis 2004)[4]
- Dave Briggs – bodhrán, mandoline, tin whistle (depuis 2006)[4]
- Tor Dennison – guitare (depuis 2011)[4]
- Lee Mccartney – batterie (depuis 2013)[4]

### Anciens membres
- Jason Barriskill – basse (1993-1995)[4]
- Den Ferran – batterie (1993-2000, 2003-2013)[4]
- Dermot O'Hagan – guitare (1993-2003)[4]
- Baylers – guitare (1993)[4]
- Peter Boylan – guitare (1993, 1999-2001)[4]
- Máirtín Mac Cormaic 	Tin whistle (1996-2002)[4]
- Bo Murphy – batterie (2000-2001)[4]
- Nick Shannon – batterie (2001-2003)[4]
- Owen Boden – guitare (2001-2003)[4]
- Fearghal Duffy – guitare (2003-2004)[4]
- Kevin Canavan – guitare (2003)[4]
- Gareth Murdock – guitare (2005-2008, 2008-2009)[4]
- Ade Mulgrew – guitare (2008)[4]
- Hugh O'Neill – guitare (2009-2011)[4]

## Vidéographie

### Lyric vidéos
- 2019 : Autumnal Blaze, tiré de Ériú's Wheel